# Макдисси, Питер
Пи́тер Макди́сси (англ. Peter Macdissi; 14 мая 1974, Бейрут, Ливан) — американский актёр и телепродюсер.

## Биография и карьера
Питер Макдисси родился 14 мая 1974 года в Бейруте (Ливан) в семье ливанско-армянского происхождения. Макдисси окончил Институт изобразительных искусств Де Бо, прежде чем переехать в Европу. После переезда в США в 22-летнем возрасте, он поступил в Институт театра и кино Ли Страсберга в Лос-Анджелесе.
Его фильмография состоит в основном из телевизионных работ, в частности, он играл роль второго плана, Оливье Кастро-Штала в сериале HBO «Клиент всегда мёртв», созданного Аланом Боллом — партнёром Макдисси. В 2007 году он появился в «Как на ладони», полнометражном фильме Болла. Вместе со своим партнёром он является одним из исполнительных продюсеров сериала Cinemax «Банши».
Макдисси говорит на английском, французском, испанском, арабском, армянском и шведском языках. В настоящее время он проживает в Лос-Анджелесе.

## Избранная фильмография
| Год       |   | Русское название          | Оригинальное название    | Роль                                                     |
| --------- | - | ------------------------- | ------------------------ | -------------------------------------------------------- |
| 1998      | с | Военно-юридическая служба | JAG                      | Капрал Танзер                                            |
| 1999      | с | Золотые крылья Пенсаколы  | Pensacola: Wings of Gold | Бандит                                                   |
| 1999      | ф | Три короля                | Three Kings              | Оазис Бункер, лейтенант Иракской республиканской гвардии |
| 2000      | с | Секретные материалы       | The X-Files              | Тюремный охранник                                        |
| 2002      | ф | Плохая компания           | Bad Company              | Сообщник Драгана №3                                      |
| 2003      | ф | Маленькие пальчики        | Tiptoes                  | Адрисси                                                  |
| 2003—2005 | с | Клиент всегда мёртв       | Six Feet Under           | Оливье Кастро-Штал                                       |
| 2005      | с | 24 часа                   | 24                       | Сообщник Омара                                           |
| 2010      | ф | Лузеры                    | The Losers               | Викрам                                                   |
| 2010      | ф | Горящие пальмы            | Burning Palms            | Джерри                                                   |
| 2011      | с | Настоящая кровь           | True Blood               | Луис Патиньо                                             |
| 2018      | с | Здесь и сейчас            | Here and Now             | Доктор Фарид Шокрани                                     |